# Robert Lévy
Robert Jean Lévy (* 6. März 1897 in Paris; † 29. Juni 1964 ebenda) war ein französischer Autorennfahrer.

## Karriere als Rennfahrer
Robert Levy war 1938 Teamkollege von Albert Alin beim 24-Stunden-Rennen von Le Mans. Der von Amédée Gordini gemeldete Sima Cinq fiel nach einem Motorschaden aus. Nach dem Zweiten Weltkrieg startete er zweimal bei der Tour de France für Automobile. 1952 erreichte er auf einem Simca Aronde den 31. Gesamtrang, 1953 fiel er aus. 

## Statistik

### Le-Mans-Ergebnisse
| Jahr | Team           | Fahrzeug   | Teamkollege | Platzierung | Ausfallgrund |
| ---- | -------------- | ---------- | ----------- | ----------- | ------------ |
| 1938 | Amédée Gordini | Simca Cinq | Albert Alin | Ausfall     | Motorschaden |